# Sam Bosworth
Sam Bosworth (5 april 1994) is een Nieuw-Zeelands stuurman bij het roeien.
In februari 2017 schrapte de FISA de regel dat de stuurman van een boot van hetzelfde geslacht moest zijn als de roeiers. Op de Wereldkampioenschappen roeien 2017 was Bosworth de eerste man die een medaille won in een vrouwenboot, met het winnen van de bronzen medaille met de vrouwenacht.
Bosworth stuurde de Nieuw-Zeelandse mannenacht in Tokio naar de olympische gouden medaille.

## Resultaten

### Olympische Zomerspelen
| Jaar | Plaats | Resultaten     |
| ---- | ------ | -------------- |
| 2021 | Tokio  | in de acht (m) |

### Wereldkampioenschappen roeien
| Jaar | Plaats     | Resultaten        |
| ---- | ---------- | ----------------- |
| 2017 | Sarasota   | in de acht (v)    |
| 2018 | Plovdiv    | 7e in de acht (v) |
| 2019 | Ottensheim | 6e in de acht (m) |

1900: Carr & DeBaecke & Exley & Geiger & Hedley & Juvenal & Lockwood & Marsh & Abell ·
1904: Cresser & Gleason & Schell & Flanagan & Armstrong & Lott & Dempsey & Exley & Abell ·
1908: Gladstone & Kelly & Johnstone & Nickalls & Burnell & Sanderson & Etherington-Smith & Bucknall & Maclagan ·
1912: Burgess & Swann & Wormald & Horsfall & Gillan & Garton & Kirby & Fleming & Wells ·
1920: Jacomini & Graves & Jordan & Moore & Sanborn & Johnston & Gallagher & King & Clark ·
1924: Carpenter & Kingsbury & Lindley & Miller & Rockefeller & Sheffield & Spock & Wilson & Stoddard ·
1928: Stalder & Brinck & Frederick & Thompson & Dally & Workman & Caldwell & Donlon & Blessing ·
1932: Salisbury & Blair & Gregg & Dunlap & Jastram & Chandler & Tower & Hall & Graham ·
1936: Morris & Day & Adam & White & McMillin & Hunt & Rantz & Hume & Moch ·
1948: I. Turner & D. Turner & Hardy & Ahlgren & Butler & Brown & Smith & Stack & Purchase ·
1952: Shakespeare & Fields & Dunbar & Murphy & Detweiler & Proctor & Frye & Stevens & Manring ·
1956: Charlton & Wight & Cooke & Beer & Esselstyn & Grimes & Wailes & Morey & Becklean ·
1960: Rulffs & Schröder & F. Schepke & K. Schepke & von Groddeck & Hopp & Bittner & Lenk & Padge ·
1964: J. Amlong & T. Amlong & Budd & Clark & Cwiklinski & Foley & Knecht & Stowe & Zimonyi ·
1968: Meyer & Schreyer & Henning & Hottenrott & Ulbricht & Hirschfelder & Siebert & Ott & Tiersch ·
1972:  Hurt & Veldman & Joyce & Hunter & Wilson & Earl & Coker & Robertson & Dickie ·
1976: Baumgart & Döhn & Klatt & Lück & Wendisch & Kostulski & Karnatz & Prudöhl & Danielowski ·
1980: Krauß & Koppe & Kons & Friedrich & Doberschütz & Karnatz & Dühring & Höing & Ludwig ·
1984: Turner & Neufeld & Evans & Main & Steele & Evans & Crawford & Horn & McMahon ·
1988: Maennig & Möllenkamp & Mellinghaus & Schultz & Wessling & Eichholz & Domian & Rabe & Klein ·
1992: Wallace & Robertson & Forgeron & Barber & Marland & Rascher & Crosby & Porter & Paul ·
1996: Zwolle & Simon & Bartman & Maasdijk & Van der Zwan & Van Steenis & Florijn & Rienks & Duyster ·
2000: Lindsay & Hunt-Davis & Dennis & Attrill & Grubor & West & Scarlett & Trapmore & Douglas ·
2004: Read & Allen & Ahrens & Hansen & Deakin & Beery & Hoopman & Volpenhein & Cipollone ·
2008: Light & Rutledge & Byrnes & Wetzel & Howard & Seiterle & Kreek & Hamilton & Price ·
2012: Adamski & Kuffner & Johannesen & Reinelt & Schmidt & Müller & Mennigen & Wilke & Sauer ·
2016: Durant & Ransley & Triggs Hodge & Gotrel & Reed & Bennett, Langridge & Satch & Hill ·
2020: Mackintosh & Bond & Murray & Brake & Williamson & Wilson & Kirkham & Macdonald & Bosworth ·
2024: Bolding & Carnegie & Gibbs & Ford & Dawson & Elwes & Digby & Rudkin & Brightmore